# چیمسز
چیمسز (به لاتین: Trzymsze) یک روستای لهستان در لهستان است که در Gmina Przykona واقع شده‌است.